# 大庭荘介
大庭 荘介（おおば そうすけ、1962年10月6日 - ）は、フリーアナウンサー。静岡県浜松市出身。
5年間の社会人生活ののち、西日本放送、テレビ静岡のアナウンサーを経て、Jリーグが開幕した1993年よりフリーとなる。
主にCS放送でサッカーを中心としたスポーツ実況を担当している。

## 主な出演番組
- サッカー中継
  - Jリーグ中継（スカイパーフェクTV!・J SPORTS等　主に古巣テレビ静岡関連会社「富士テレネット」委託製作の清水エスパルス主管試合など）
  - マリンパルJリーグ中継（エフエムしみず、富士コミュニティエフエム放送）
  - インテル・ミラノチャンネル（スカイ・エー　主にUEFAチャンピオンズリーグ・UEFAヨーロッパリーグといったヨーロッパサッカー連盟主催の国際公式戦の実況）
- パーフェクトボウリング（スカイ・エー）
- 全部見せます!ゴルフシリーズ（同上　2015年8月）

## 実況を担当したゲームソフト
- WORLD FOOTBALL CLIMAX（セガ）解説・井原正巳